# Estando contigo
"Estando contigo" ("Quando estou contigo") foi a canção da Espanha no Festival Eurovisão da Canção 1961 que teve lugar em Cannes, em 17 de março de 1961.
A canção foi interpretada em castelhano por Conchita Bautista. Foi a primeira partiicipação da Espanha no Festival Eurovisão da Canção e a primeira vez em que se ouviu o castelhano naquele evento. Foi a primeira canção a ser interpretada na noite do festival, antes da canção do Mónaco "Allons, allons les enfants", interpretada por Colette Deréal. Terminou a competição em nono lugar (entre 16 participantes, tendo recebido um total de 8 pontos. No ano seguinte, em 1962, a Espanha foi representada por Victor Balaguer "Llámame". Conchita Bautista voltaria a representar a Espanha, em 1965 com a canção ¡Qué bueno, qué bueno!",

## Autores
- Letrista: Antonio Guijarro
- Compositor: Augusto Algueró
- Orquestrador: Rafael Ferrer

## Letra
A canção é uma balada, na qual Bautista expressa a sua felicidade, quando ´se encontra com o seu amante.

## Outras versões
- nova versão (castelhano)
- parte de um novo medley (1992) (castelhano)